# خانق سومديرو
خانق سومديرو أو أخدود سومديرو هو أخدود طبيعي يقع شمال مدينة تشيابا دي كورزو،تشياباس،المكسيك.يزور المتنزه 300 ألف شخص سنوياً 80% منهم من المكسيك.